# Lázaro Cárdenas kommun, Tlaxcala
Lázaro Cárdenas är en kommun i Mexiko.   Den ligger i delstaten Tlaxcala, i den sydöstra delen av landet, 120 km öster om huvudstaden Mexico City. Antalet invånare är 2 769. Arean är 1 154 kvadratkilometer.
Terrängen i Lázaro Cárdenas är kuperad västerut, men österut är den bergig.
Följande samhällen finns i Lázaro Cárdenas:
- Lázaro Cárdenas